# Nachtbussen in Nederland
Nachtbussen in Nederland geeft informatie over het nachtelijk openbaar vervoer per bus in Nederland. De informatie wordt per provincie weergegeven.
De provincies Overijssel en Zeeland zijn de enige provincies waar geen nachtbussen rijden.
De vetgedrukte plaatsnamen bevinden zich buiten de provincie.

## Drenthe
| Lijn | Route                                     | Via                                               | Rijdt...                              |
| ---- | ----------------------------------------- | ------------------------------------------------- | ------------------------------------- |
| 409  | Groningen, Hoofdstation - Assen, Station  |                                                   | Donderdag-, vrijdag- en zaterdagnacht |
| 410  | Groningen, Hoofdstation → Assen, Station  | De Punt, Vries, Ubbena                            | Zaterdagnacht                         |
| 417  | Groningen, Hoofdstation - Leek, Centrum   | Peize, Roden                                      | Donderdag-, vrijdag- en zaterdagnacht |
| 418  | Groningen, Hoofdstation - Gieten, P+R     | Haren, Glimmen, Zuidlaren, Annen                  | Donderdag-, vrijdag- en zaterdagnacht |
| 428  | Meppel, Station → Dwingeloo, Valderseweg  | Havelte, Uffelte, Dieverbrug                      | Zaterdagnacht                         |
| 432  | Meppel, Station → Meppel, Prinsenplein    | Ruinerwold, Oosteinde, Ruinen                     | Zaterdagnacht                         |
| 434  | Meppel, Prinsenplein → Hoogeveen, Station | De Wijk, Koekange, Veeningen, Zuidwolde, Ten Arlo | Zaterdagnacht                         |

## Flevoland
| Lijn | Route                                                 | Via | Rijdt...      |
| ---- | ----------------------------------------------------- | --- | ------------- |
| N22  | Almere, Station Buiten - Amsterdam, Leidseplein       | Almere Buiten (Bloemenbuurt, Faunabuurt, Landgoederenbuurt), Almere Stad (Tussen de Vaarten, Sallandsekant, Danswijk, Parkwijk, Station Parkwijk, Parkwijk, Filmwijk, Flevoziekenhuis, Station Centrum, Staatsliedenwijk, Kruidenwijk, Muziekwijk, Station Muziekwijk, Componistenpad, Station Muziekwijk, Literatuurwijk, Hogekant), Almere Poort (Middenkant, Homeruskwartier, Columbuskwartier, Europakwartier, Station Poort), Muiden (P+R), Amsterdam (Brinklaan, Middenweg, Amstelstation) | Zaterdagnacht |
| N23  | Almere, Station Centrum - Amsterdam, Centraal Station | Almere Stad (Flevoziekenhuis, Filmwijk, Veluwsekant, Busstation ’t Oor), Muiden (P+R) | Zaterdagnacht |

## Friesland
| Lijn | Route                                            | Via      | Rijdt...                                                                           |
| ---- | ------------------------------------------------ | -------- | ---------------------------------------------------------------------------------- |
| 9    | West-Terschelling, Haven - Oosterend, Wierschuur | Formerum | op vrijdag (minder vaak) en zaterdag; in de winter tot 2:15, in de zomer tot 3:15. |

| Lijn | Route                                           | Via                              | Rijdt...                              |
| ---- | ----------------------------------------------- | -------------------------------- | ------------------------------------- |
| 404  | Groningen, Hoofdstation - Drachten, Himsterhout | Hoogkerk, Leek, Boerakker, Marum | Donderdag-, vrijdag- en zaterdagnacht |

## Gelderland
| Lijn | Route                                                 | Via                            | Vervoerder     | Rijdt...                  |
| ---- | ----------------------------------------------------- | ------------------------------ | -------------- | ------------------------- |
| N8   | Utrecht, CS Jaarbeurszijde → Wageningen, Campus/Omnia | Driebergen, Veenendaal, Rhenen | Syntus Utrecht | Vrijdag- en zaterdagnacht |

## Groningen
| Lijn | Route                                           | Via                              | Rijdt...                              |
| ---- | ----------------------------------------------- | -------------------------------- | ------------------------------------- |
| 404  | Groningen, Hoofdstation - Drachten, Himsterhout | Hoogkerk, Leek, Boerakker, Marum | Donderdag-, vrijdag- en zaterdagnacht |
| 406  | Groningen, Hoofdstation - Delfzijl, Station     | Ten Boer, Appingedam             | Donderdag-, vrijdag- en zaterdagnacht |
| 409  | Groningen, Hoofdstation - Assen, Station        |                                  | Donderdag-, vrijdag- en zaterdagnacht |
| 410  | Groningen, Hoofdstation → Assen, Station        | De Punt, Vries, Ubbena           | Zaterdagnacht                         |
| 417  | Groningen, Hoofdstation - Leek, Centrum         | Peize, Roden                     | Donderdag-, vrijdag- en zaterdagnacht |
| 418  | Groningen, Hoofdstation - Gieten, P+R           | Haren, Glimmen, Zuidlaren, Annen | Donderdag-, vrijdag- en zaterdagnacht |

## Limburg

### Overig
| Lijn | Route                                              | Vervoerder | Rijdt...                  |
| ---- | -------------------------------------------------- | ---------- | ------------------------- |
| N2   | Kerkrade, Crombacherstraat - Aachen, Elisenbrunnen | ASEAG      | Vrijdag- en zaterdagnacht |
| N4   | Vaals, Heuvel - Aachen, Bushof                     | ASEAG      | Vrijdag- en zaterdagnacht |

## Noord-Brabant
Alle nachtbussen in de provincie Noord-Brabant rijden alleen tijdens carnaval en Koningsnacht.

## Noord-Holland

### Amsterdam stadsvervoer (GVB)
| Lijn | Route                                    | Via                                                                      | Rijdt...                         |
| ---- | ---------------------------------------- | ------------------------------------------------------------------------ | -------------------------------- |
| N81  | Centraal Station - Station Sloterdijk    | Haarlemmer Houttuinen, Spaarndammerbuurt                                 | Vrijdag, zaterdag en zondagnacht |
| N82  | Centraal Station - Geuzenveld            | Centrum, Bos en Lommer                                                   | Vrijdag, zaterdag en zondagnacht |
| N83  | Centraal Station - Osdorp De Aker        | Oud-West, Postjesweg, Slotervaart                                        | Vrijdag, zaterdag en zondagnacht |
| N84  | Centraal Station - Amstelveen Busstation | Centrum, Oud-West, De Pijp, Rivierenbuurt, RAI, Buitenveldert            | Vrijdag, zaterdag en zondagnacht |
| N85  | Centraal Station - Station Gein          | Centrum, Wibautstraat, Amstelstation, Overamstel, Duivendrecht, Zuidoost | Elke nacht                       |
| N86  | Centraal Station - Station Bijlmer ArenA | Centrum, Wibautstraat                                                    | Zaterdag en zondagnacht          |
| N87  | Centraal Station - Station Bijlmer ArenA | Centrum, Oost, Watergraafsmeer, Diemen, Bijlmer                          | Elke nacht                       |
| N88  | Centraal Station - Nieuw Sloten          | Centrum, Zuid, Slotervaart                                               | Vrijdag, zaterdag en zondagnacht |
| N89  | Centraal Station - IJburg                | Centrum, Oostelijk Havengebied, Indische buurt                           | Vrijdag, zaterdag en zondagnacht |
| N91  | Centraal Station - Nieuwendam            | Centrum, Noord                                                           | Vrijdag, zaterdag en zondagnacht |
| N93  | Centraal Station - Molenwijk             | Centrum, Noord                                                           | Vrijdag, zaterdag en zondagnacht |

### Amsterdam streekvervoer
| Lijn | Route                                                          | Via | Vervoerder     | Rijdt...                            |
| ---- | -------------------------------------------------------------- | --- | -------------- | ----------------------------------- |
| N06  | Amsterdam, Centraal Station - Purmerend, M. L. Kingweg         | Schouw, Watergang, Ilpendam | EBS            | Elke nacht                          |
| N07  | Amsterdam, Centraal Station - Purmerend, Korenstraat           | Schouw, Watergang, Ilpendam | EBS            | Elke nacht                          |
| N11  | Amsterdam, Centraal Station - Marken, Minneweg                 | Schouw, Broek in Waterland, Monnickendam, Zuiderwoude | EBS            | Elke nacht                          |
| N14  | Amsterdam, Centraal Station - Hoorn, Station                   | Schouw, Broek in Waterland, Monnickendam, Katwoude, Volendam, Edam, Oosthuizen, Scharwoude | EBS            | Elke nacht                          |
| N19  | Amsterdam, Centraal Station - Zaandam, Station                 | Landsmeer, Oostzaan | EBS            | Elke nacht                          |
| N22  | Almere, Station Buiten - Amsterdam, Leidseplein                | Almere Buiten (Bloemenbuurt, Faunabuurt, Landgoederenbuurt), Almere Stad (Tussen de Vaarten, Sallandsekant, Danswijk, Parkwijk, Station Parkwijk, Parkwijk, Filmwijk, Flevoziekenhuis, Station Centrum, Staatsliedenwijk, Kruidenwijk, Muziekwijk, Station Muziekwijk, Componistenpad, Station Muziekwijk, Literatuurwijk, Hogekant), Almere Poort (Middenkant, Homeruskwartier, Columbuskwartier, Europakwartier, Station Poort), Muiden (P+R), Amsterdam (Brinklaan, Middenweg, Amstelstation) | Keolis         | Zaterdagnacht                       |
| N23  | Almere, Station Centrum - Amsterdam, Centraal Station          | Almere Stad (Flevoziekenhuis, Filmwijk, Veluwsekant, Busstation ’t Oor), Muiden (P+R) | Keolis         | Zaterdagnacht                       |
| N26  | Amsterdam, Leidseplein → Woerden, Molenvliet                   | Vinkeveen, Mijdrecht, Wilnis, Kamerik | Syntus Utrecht | Vrijdag- en zaterdagnacht           |
| N30  | Amsterdam, Station Bijlmer ArenA - IJmuiden, Dennekoplaan      | Ouderkerk aan de Amstel, Amstelveen, Schiphol (Noord, Airport), De Hoek, Hoofddorp, Vijfhuizen, Haarlem, Driehuis | Connexxion     | Elke nacht                          |
| N47  | Amsterdam, Centraal Station - Uithoorn, Busstation             | Amstelveen | Connexxion     | Donderdag, vrijdag en zaterdagnacht |
| N57  | Amsterdam, Centraal Station - Aalsmeer, Busstation             | Amstelveen | Connexxion     | Donderdag, vrijdag en zaterdagnacht |
| N80  | Amsterdam, Leidseplein → Beverwijk, Station                    | Halfweg, Haarlem, Velserbroek | Connexxion     | Vrijdag- en zaterdagnacht           |
| N94  | Amsterdam, Centraal Station - Krommenie, Station               | Zaandam (De Vlinder, Station), Koog aan de Zaan, Zaandijk, Wormerveer | EBS            | Elke nacht                          |
| N97  | Amsterdam, Centraal Station - Nieuw-Vennep, P+R Getsewoud Zuid | Schiphol (Noord, Airport), Hoofddorp | Connexxion     | Elke nacht                          |

### Overig streekvervoer
| Lijn | Route                                            | Via                                                                          | Vervoerder | Rijdt...      |
| ---- | ------------------------------------------------ | ---------------------------------------------------------------------------- | ---------- | ------------- |
| N32  | Hilversum, Station → Huizen, Karel Doormanlaan   | Eemnes, Blaricum                                                             | Transdev   | Zaterdagnacht |
| N50  | Alkmaar, Station → Den Oever, Busstation         | Zuid-Scharwoude, Noord-Scharwoude, Nieuwe Niedorp, Middenmeer, Wieringerwerf | Connexxion | Zaterdagnacht |
| N60  | Alkmaar, Station - Heerhugowaard, Centrumwaard   |                                                                              | Connexxion | Zaterdagnacht |
| N70  | Alphen aan den Rijn, Station - Schiphol, Airport | Woubrugge, Rijnsaterwoude, Leimuiden, Hoofddorp (Brugrestaurant A4), De Hoek | Qbuzz      | Elke nacht    |
| N90  | Schiphol (Knooppunt Noord - P30)                 | P40, Schiphol Airport                                                        | Connexxion | Elke nacht    |

## Utrecht

### Regio Utrecht (Qbuzz/U-OV)
| Lijn | Route                                                       | Via                                | Rijdt...                  |
| ---- | ----------------------------------------------------------- | ---------------------------------- | ------------------------- |
| 412  | Utrecht, CS Jaarbeurszijde - Station Driebergen-Zeist       | Zeist, De Bilt                     | Donderdagnacht            |
| 428  | Utrecht, Oorsprongpark → Maarssenbroek, Planetenbaan        | De Meern, Vleuten                  | Vrijdag- en zaterdagnacht |
| 441  | Utrecht, CS Jaarbeurszijde → Wijk bij Duurstede, Busstation | Bunnik, Odijk, Werkhoven, Cothen   | Vrijdag- en zaterdagnacht |
| 447  | Utrecht, Oorsprongpark → Houten, De Borchen/Doornkade       |                                    | Vrijdag- en zaterdagnacht |
| 452  | Utrecht, CS Jaarbeurszijde → Soest, Beckeringhstraat        | Zeist, Huis ter Heide, Soesterberg | Vrijdag- en zaterdagnacht |
| 474  | Utrecht, Oorsprongpark → Vianen, Hoef en Haag Noord         | Nieuwegein                         | Vrijdag- en zaterdagnacht |
| 495  | Utrecht, Oorsprongpark → IJsselstein, Binnenstad            | Nieuwegein                         | Vrijdag- en zaterdagnacht |

### Provincie Utrecht (Syntus Utrecht)
| Lijn | Route                                                             | Via                                                                             | Rijdt...                  |
| ---- | ----------------------------------------------------------------- | ------------------------------------------------------------------------------- | ------------------------- |
| N2   | Utrecht, CS Jaarbeurszijde → Woerden, Station                     | De Meern, Harmelen                                                              | Vrijdag- en zaterdagnacht |
| N3   | Amersfoort, Centraal Station - Vathorst                           | Meander MC                                                                      | Zaterdagnacht             |
| N7   | Utrecht, Oorsprongpark - Oudewater, J.J. Vierbergenweg            | De Meern, Achthoven, Heeswijk, Montfoort, Willeskop                             | Vrijdag- en zaterdagnacht |
| N8   | Utrecht, CS Jaarbeurszijde → Wageningen, Campus/Omnia             | Zeist, Station Driebergen-Zeist, Veenendaal, Rhenen                             | Vrijdag- en zaterdagnacht |
| N17  | Amersfoort, Centraal Station - Leusden, Bedrijventerrein De Horst | Amersfoort Liendert                                                             | Zaterdagnacht             |
| N20  | Utrecht, CS Jaarbeurszijde → Loenen aan de Vecht, Dorp            | Maarssen, Breukelen                                                             | Zaterdagnacht             |
| N26  | Amsterdam, Leidseplein → Woerden, Molenvliet                      | Vinkeveen, Mijdrecht, Wilnis, Kamerik                                           | Vrijdag- en zaterdagnacht |
| N50  | Utrecht, CS Jaarbeurszijde - Amerongen, Dorp                      | De Bilt, Zeist, Station Driebergen-Zeist, Driebergen-Rijsenburg, Doorn, Leersum | Vrijdag- en zaterdagnacht |
| N70  | Amersfoort, Eemplein → Baarn, De Drie Eiken                       | Amersfoort Centraal Station, Soest, Soestdijk                                   | Zaterdagnacht             |
| N76  | Amersfoort, Centraal Station - Spakenburg, Broerswetering         | Hoogland, Bunschoten                                                            | Zaterdagnacht             |

### Overig
| Lijn | Route                                          | Via              | Vervoerder | Rijdt...      |
| ---- | ---------------------------------------------- | ---------------- | ---------- | ------------- |
| N32  | Hilversum, Station → Huizen, Karel Doormanlaan | Eemnes, Blaricum | Transdev   | Zaterdagnacht |

## Zuid-Holland

### Nachtnet Den Haag (HTM)
Alle Haagse nachtbussen zijn ringlijnen in één richting en rijden alleen op vrijdag- en zaterdagnacht.
| Lijn | Route                                                          | Via |
| ---- | -------------------------------------------------------------- | --- |
| N1   | Station Den Haag Centraal - Mariahoeve/Scheveningen            | Kalvermarkt-Stadhuis, Bezuidenhout, Kurhaus, Statenkwartier                                                          |
| N2   | Station Den Haag Centraal - Leidschendam/Voorschoten/Wassenaar | Kalvermarkt-Stadhuis, Voorburg, Leidschendam-Voorburg, Leidschendam, Voorschoten                                     |
| N3   | Station Den Haag Centraal - Loosduinen/Madestein/Poeldijk      | Kalvermarkt-Stadhuis, Valkenboskwartier, Bohemen, Kijkduin, Zichtenburg, Houtwijk, Station Moerwijk                  |
| N4   | Station Den Haag Centraal - Wateringen/Rijswijk                | Kalvermarkt-Stadhuis, Grote Markt, Winkelcentrum Leyweg, Station Rijswijk, Laakkwartier                              |
| N5   | Station Den Haag Centraal - Ypenburg/Nootdorp/Delft            | Kalvermarkt-Stadhuis, Rijswijkseplein/Station Hollands Spoor, Rijswijk, Nootdorp, Pijnacker, Delfgauw, Delft Station |
| N6   | Station Den Haag Centraal - Leidschenveen/Zoetermeer           | Kalvermarkt-Stadhuis, Leidschenveen, Rotonde Houtkade, Centrum-West, Oosterheem, Rokkeveen, Mandelabrug,             |

### Nachtbus Rotterdam (RET)
Alle nachtbussen in Rotterdam en omstreken rijden alleen op vrijdag- en zaterdagnacht.
| Lijn | Route                                                  | Via |
| ---- | ------------------------------------------------------ | --- |
| N1   | Centraal Station → Centraal Station                    | Crooswijk, Ommoord, Zevenkamp, Nesselande                                                                          |
| N2   | Centraal Station → Centraal Station                    | Marconiplein, Schiedam (West), Vlaardingen (Oost, West, Holy), Schiedam Centrum                                    |
| N3   | Centraal Station → Centraal Station                    | Delfshaven, Schiedam Centrum, Schiedam Woudhoek, Schiedam Nieuwland, Koemarkt, Delfshaven                          |
| N4   | Centraal Station → Centraal Station                    | Kralingen, Krimpen aan den IJssel, Capelle Centrum, Capelle Oostgaarde, Schenkel, Kralingen                        |
| N5   | Centraal Station → Centraal Station                    | Kralingen, Prinsenland, Lage Land, Oosterflank, Capelle Schollevaar, Zevenkamp, Station Alexander, Crooswijk       |
| N7   | Centraal Station → Centraal Station                    | Leuvehaven, Maashaven, Carnisse, Zuidplein, Pendrecht, Rhoon, Poortugaal, Hoogvliet                                |
| N8   | Station Rotterdam Centraal - Spijkenisse Centrum       | Hoogvliet |
| N9   | Station Rotterdam Centraal - Maassluis Steendijkpolder | Schiedam Centrum, (Maasland,) Maassluis                                                                            |
| N10  | Centraal Station → Centraal Station                    | Schiebroek, Hillegersberg, Bergschenhoek, Berkel en Rodenrijs                                                      |
| N11  | Centraal Station → Centraal Station                    | Leuvehaven, Maashaven, Carnisse, Zuidplein, Zuidwijk, Carnisselande, Barendrecht, Zuidplein, Maashaven, Leuvehaven |
| N13  | Centraal Station → Centraal Station                    | Overschie, Rotterdam The Hague Airport, Meijersplein/Airport, Blijdorp                                             |
| N16  | Centraal Station → Centraal Station                    | Leuvehaven, Stadion Feijenoord, Sportdorp, IJsselmonde, Bolnes, Slikkerveer, Ridderkerk                            |
| N19  | Centraal Station → Centraal Station                    | Station Schiedam Centrum, Naaldwijk, Heenweg, 's-Gravenzande, Hoek van Holland, Maasdijk                           |

### Zuid-Holland Noord (ZHN; Qbuzz)
| Lijn | Route                                            | Via                                                                          | Rijdt...   |
| ---- | ------------------------------------------------ | ---------------------------------------------------------------------------- | ---------- |
| N70  | Alphen aan den Rijn, Station - Schiphol, Airport | Woubrugge, Rijnsaterwoude, Leimuiden, Hoofddorp (Brugrestaurant A4), De Hoek | Elke nacht |

### Hoeksche Waard - Goeree-Overflakkee (HWGO; Connexxion)
Alle nachtbussen in Hoekse Waard - Goeree-Overflakkee rijden alleen op zaterdagnacht.
| Lijn | Route                                                | Via                                                                                         |
| ---- | ---------------------------------------------------- | ------------------------------------------------------------------------------------------- |
| 860  | Rotterdam, Centraal Station - Goudswaard, Dorp       | Heinenoord (Busstation), Oud-Beijerland, Nieuw-Beijerland, Piershil                         |
| 867  | Rotterdam, Centraal Station - Heinenoord, Busstation | Heinenoord (Busstation), Maasdam, Strijen, Numansdorp, Klaaswaal, Westmaas, Mijnsheerenland |